# چای‌آغزی (هاناک)
چای‌آغزی (به ترکی استانبولی: Çayağzı) یک منطقهٔ مسکونی در ترکیه است که در هاناک واقع شده‌است.